# Sándor Rozsnyói
Sándor Rozsnyói [ˈʃaːndor ˈroʒɲoː.i] (* 24. November 1930 in Zalaegerszeg; † 2. September 2014) war ein ungarischer Leichtathlet, der 1954 Europameister wurde und zwei offizielle Weltrekorde im 3000-Meter-Hindernislauf aufstellte. 
Bei einer Körpergröße von 1,85 m betrug sein Wettkampfgewicht 71 kg.

## Karriere
Im 3000-Meter-Hindernislauf wurden 1954 erstmals offizielle Weltrekorde anerkannt, nachdem vorher keine festen Regeln über Anzahl und Beschaffenheit der Hindernisse bestanden. Erster offizieller Weltrekordler wurde der Weltjahresbeste von 1954 Sándor Rozsnyói mit 8:49,6 min. Der Finne Olavi Rinteenpää war allerdings bereits 1953 auf einer genormten Strecke 8:44,4 min gelaufen. Rozsnyói lief seinen Rekord bei den Europameisterschaften 1954 in Bern. Er gewann den Titel vor Rinteenpää und dem Norweger Ernst Larsen. 
In den folgenden Jahren wurde der Weltrekord häufig verbessert. 1956 lief Rozsnyói am 16. September beim Länderkampf der Tschechoslowakei gegen Ungarn in Budapest 8:35,6 min. Kurz vor den Olympischen Spielen in Melbourne wurde der Ungarische Volksaufstand niedergeschlagen. Während der ungarische Weltklasseläufer Sándor Iharos bei den Spielen nicht antrat und István Rózsavölgyi in Melbourne völlig außer Form war, trat Rozsnyói als amtierender Weltrekordler überzeugend auf. Trotzdem wurde er im Finale vom wettkampfharten Engländer Chris Brasher um zwei Sekunden geschlagen und lag nur knapp vor Ernst Larsen und dem Deutschen Heinz Laufer. Zuerst wurde Rozsnyói als Olympiasieger bekannt gegeben, weil Brasher Larsen und Laufer behindert haben sollte. Nach der Anhörung der beiden betroffenen Athleten wurde die Disqualifikation Brashers aufgehoben und Rozsnyói erhielt Silber.
Nach den Spielen kehrte Rozsnyói nicht nach Ungarn zurück, sondern blieb in Österreich. Nachdem er 1954 und 1955 Ungarischer Meister im Hindernislauf geworden war, wurde er 1958 Österreichischer Meister im 5000-Meter-Lauf. Er beantragte auch die Startberechtigung für Österreich, um bei den Europameisterschaften 1958 antreten zu können. Nachdem er vom ungarischen Verband keine Freigabe erhalten hatte, zog er sich vom Leistungssport zurück. Sein österreichischer Landesrekord von 14:16,8 min wurde erst 1971 unterboten.

## Bestzeiten
- 1500 Meter: 3:46,4 Minuten (1956)
- 5000 Meter: 14:14,0 Minuten (1956)
- 3000 Meter Hindernis: 8:35,6 Minuten (1956)